# Ranedo
Ranedo es una localidad situada en la provincia de Burgos, comunidad autónoma de Castilla y León (España), comarca de Las Merindades, partido judicial de Villarcayo, ayuntamiento de Valle de Tobalina.

## Geografía
En el valle del Ebro, entre la Sierra de Arcena al norte y la Sierra de Pancorbo al sur, a 36 km de Villarcayo, cabeza de partido, y a 83 de Burgos. Comunicaciones: Carretera BU-532; autobuses de Burgos a Frías y de Villarcayo a Miranda de Ebro, con parada a 3 km.
Cuenta con dos barrios, el de Arriba y el de Abajo, popularmente llamados el del Campo y el de la Iglesia. El primero se estructura en torno a una calle que gira en dirección este dando acceso al barrio de Abajo. Destaca como conjunto de arquitectura popular la Plaza Mayor, situada en el barrio de Arriba.

## Situación administrativa
En las elecciones locales de 2007 correspondientes a esta entidad local menor concurre una sola candidatura encabezada por Felipe Manzanos Alonso (PP).

## Demografía
En el censo de 1950 contaba con 86 habitantes, reducidos a 11 en 2004, 7 en 2007.

## Historia
Citado por primera vez en el año 978. 
Villa, en el Valle de Tobalina, en el partido de Castilla la Vieja en Burgos, jurisdicción de señorío, ejercida por el Duque de Frías quien nombraba su alcalde ordinario.
A la caída del Antiguo Régimen quedó agregado al ayuntamiento constitucional de Valle de Tobalina, en el Partido de Villarcayo perteneciente a la región de Castilla la Vieja.
La expedición de Luis Váez de Torres dio el nombre de Ranedo a la isla de Gona Bara Bara en el archipiélago de las Louisiade en 2 de agosto de 1606. Fue la primera vez que esta isla fue vista y cartografiada por exploradores europeos.: 38 

## Patrimonio edificado
Abundantes casas solariegas construidas en los siglos XIX y XX, realizadas con estructura de madera y mampostería de arenisca y sillares en las esquinas, generalmente de tres plantas, con la balconada o solana de madera en la última planta y orientada al naciente o mediodía –elemento típico de influencia norteña, de la casa montañesa o cántabra y del caserío vasco–. Asociadas a estas casas se han documentado algunas edificaciones auxiliares con patio cuyas finalidades son agropecuarias (pajares, graneros). Destaca por sus dimensiones un granero situado en la plaza. Algunas de las casas se encuentran derruidas o en avanzado estado de deterioro.
Un segundo grupo de casas de tradición norteña formado por aquellas que presentan algunas reformas recientes, si bien dichas reformas no han alterado su morfología tradicional.
Por último, y en menor medida, existe un tercer grupo de casas constituido por alguna casa de construcción reciente.
Junto al horno de pan, al lado de la Plaza mayor, hubo un lagar ya desaparecido, ya que esta zona fue rica en viñas hasta hace unos 100 años. El pozo de la Plaza Mayor fue cegado debido a su desuso.

## Medio ambiente
Al norte de la localidad nos encontramos con monte de pino, roble y sotobosque y el espacio de valle está dedicado al cultivo de secano de corte cerealista.

## Parroquia
Iglesia católica de Santa Eulalia de Mérida, dependiente de la parroquia de San Martín de Don en el Arciprestazgo de Medina de Pomar, diócesis de Burgos.